# 宮田笙子
宮田 笙子（みやた しょうこ、2004年9月21日 - ）は、日本の体操選手。順天堂大学スポーツ健康科学部在籍。2022年世界体操競技選手権の平均台で銅メダル、2022年アジア体操競技選手権の跳馬とゆかで銀メダルを獲得。

## 経歴
京都府出身。4歳のときに兄と一緒に新体操のクラスに通ったことがきっかけで体操を始めた。

### ジュニア

#### 2018年–19年
2018カナダ国際（モントリオール）で国際大会初出場を果たし、個人総合で10位であった。同年のアジアジュニア体操競技選手権大会では、団体戦で中国に次ぐ2位入賞に貢献し、跳馬でQi Qi（中国）と新山愛望に次いで、銅メダルを獲得した。
2019年、第1回世界ジュニア体操競技選手権に渡部葉月、畠田千愛とともに出場し、団体戦で11位、個人総合で23位であった。
中学校3年生在籍中の2019年秋、鯖江体操スクールの田野辺満監督の指導力に惹かれて京都より福井に移る。

### シニア

#### 2020年
2020年4月、福井県立鯖江高等学校入学。
FIG種目別ワールドカップ・メルボルン大会でシニア大会初出場を果たし、跳馬で3位であった。なお、この年は新型コロナウイルス感染症の世界的流行を受け、多くの大会が中止または延期となった。

#### 2022年
2022年アジア体操競技選手権で団体3位に貢献するとともに、個人総合で4位、跳馬とゆかで銀メダルを獲得した。
体操NHK杯の「女子個人総合」で優勝、自身初となる世界選手権代表に選ばれた。同大会の跳馬では伸身ユルチェンコ2回ひねりを決め、14点台を記録した。
2022年世界体操競技選手権では団体戦で7位となり、個人総合では8位、平均台では13.533点をマークしたことで銅メダルを獲得した。

#### 2023年
3月、福井県立鯖江高等学校を卒業。同年4月に順天堂大学に進学。全日本選手権女子個人総合では、右足かかとの疲労骨折の影響で予選は6位と苦戦したものの、決勝では巻き返して2位入賞を果たした。
同年5月のNHK杯でもけがを抱えながら、4種目とも安定した演技で大会連覇を果たし、2位の岸里奈、3位の深沢こころ、4位の渡部葉月とともに、2大会連続の世界選手権代表に選出された。
同年10月、ベルギー・アントワープで行われた世界選手権で団体予選では、段違い平行棒や平均台でミスが出たものの、チームメイトのカバーもあり、8位で通過。決勝進出を果たし自力でパリオリンピックの出場権を獲得した。しかし、決勝ではゆかでの着地ミスが響き、4種目合計157.496と得点を伸ばすことができず8位に終わり、個人総合に進出できなかったが、種目別の跳馬で6位入賞を果たした。

#### 2024年
4月の全日本選手権の個人総合では、予選から首位を維持し、決勝でも安定した演技で4種目合計109.798で、自身初の個人総合優勝を果たした。5月のNHK杯では大会直前に左太腿負傷のアクシデントに見舞われ、予選ではゆかでの着地ミスがありながらも、決勝ではけがの影響を感じさせない安定した演技で、全日本との合計217.162で2009年から2011年にかけて達成した鶴見虹子以来の3連覇を果たし、2位の岸、3位の岡村真、4位の中村遥香、9位ながら跳馬で最高点を挙げた牛奥小羽とともに、自身初のオリンピック体操女子日本代表に内定した。
7月18日、代表行動規範に違反したとしてチームを離脱することが報じられた。翌19日、日本体操協会が記者会見で、宮田の20歳未満での喫煙並びに飲酒を行ったことが確認されたこと、これにより宮田がオリンピックへの出場を辞退したことを発表した。協会は宮田の出場辞退に関する書類をJOCへ提出、JOCがこれを受理したことで宮田の辞退が正式に決定した。
宮田不在で迎えたパリ五輪・体操女子団体決勝では、他のメンバーが4人は不祥事が発覚する前に宮田から渡されたそろいのヘアピンを着用して出場、入場時には宮田の演技中のポーズで登場した。これはメンバーで決めたことであり、メンバーの牛奥は「5人で戦っていると忘れず。笙子のポーズができたらいいね、と。人数は4人だけど、気持ちは5人だった」と話した。監督の田中は「また体操に戻ってきてねと話して帰国している。また活躍してもらいたい」とエールを送った。
9月7日に実施された第78回国民スポーツ大会（SAGA2024）の体操競技成年女子で福井県代表メンバーに名を連ね、パリオリンピック辞退後では初の競技出場となった。跳馬、ゆか、平均台の3種目で安定した演技を見せ、団体優勝に貢献。試合後の取材では喫煙と飲酒を認めてオリンピック代表を辞退したことに触れ、「多くの皆様に迷惑をかけ、深く反省している」と謝罪した上で「ここから自信の持てる演技を積み上げ、大好きな体操を今以上に誰よりも楽しめるように頑張っていきたい」と今後への思いを述べた。
12月7日、日本体操協会の理事会が五輪出場辞退問題についての第三者機関の調査結果を公表。宮田に対して倫理規定に基づいた処分は行わず、会長による厳重注意とした。

#### 2025年
4月の全日本選手権では代表辞退の影響からか、予選で精彩を欠くも21位で決勝進出を果たし、決勝では巻き返し、7位入賞を果たすも、同大会の連覇を逃した（優勝は岸里奈）。5月のNHK杯でも8位に終わり、大会4連覇と世界選手権代表を逃したが（優勝は杉原愛子）、ワールドユニバーシティゲームズ代表には選出された。ワールドユニバーシティゲームズでは団体、個人総合、種目別のゆかと跳馬の4種目で優勝した。

## 主な戦歴
| 年       | 大会                           | 団体     | 個人総合 | 跳馬     | 段違い平行棒 | 平均台   | ゆか     |
| ジュニア | ジュニア                       | ジュニア | ジュニア | ジュニア | ジュニア     | ジュニア | ジュニア |
| -------- | ------------------------------ | -------- | -------- | -------- | ------------ | -------- | -------- |
| 2018     | カナダ国際                     |          | 10       | 5        |              | 7        |          |
| 2018     | アジアジュニア選手権           | 2        |          | 3        |              |          |          |
| 2018     | 全日本種目別選手権             |          |          | 5        |              |          |          |
| 2019     | 全日本選手権                   |          | 29       |          |              |          |          |
| 2019     | 世界ジュニア選手権             | 11       | 18       | R1       |              |          |          |
| 2019     | 全日本ジュニア選手権           |          | 23       |          |              |          |          |
| シニア   |                                |          |          |          |              |          |          |
| 2020     | FIG種目別ワールドカップ        |          |          | 3        |              |          |          |
| 2020     | 全日本シニア選手権             |          | 10       |          |              |          |          |
| 2020     | 全日本選手権                   |          | 56       |          |              |          |          |
| 2021     | 全日本選手権                   |          | 36       |          |              |          |          |
| 2021     | 全日本種目別選手権             |          |          | 2        |              |          |          |
| 2021     | 全日本シニア選手権             |          | 1        |          |              |          |          |
| 2021     | 全日本団体選手権               | 3        | 1        |          |              |          |          |
| 2022     | 全日本選手権                   |          | 2        |          |              |          |          |
| 2022     | NHK杯                          |          | 1        |          |              |          |          |
| 2022     | アジア選手権                   | 3        | 4        | 2        |              | 7        | 2        |
| 2022     | 世界選手権                     | 7        | 8        | 5        |              | 3        | 8        |
| 2023     | 全日本選手権                   |          | 2        |          |              |          |          |
| 2023     | NHK杯                          |          | 1        |          |              |          |          |
| 2023     | ワールドユニバーシティゲームズ | 2        | DNF      | 1        |              | 4        | 3        |
| 2023     | 世界選手権                     | 8        |          | 6        |              |          |          |
| 2024     | 全日本選手権                   |          | 1        |          |              |          |          |
| 2024     | NHK杯                          |          | 1        |          |              |          |          |
| 2025     | 全日本選手権                   |          | 7        |          |              |          |          |
| 2025     | NHK杯                          |          | 8        |          |              |          |          |
| 2025     | ワールドユニバーシティゲームズ | 1        | 1        | 1        |              |          | 1        |

## テレビ出演
- スポーツ×ヒューマン「笑顔に秘めた エースの決意 〜体操・宮田笙子〜」（2023年9月18日、NHK BS1[注 3]）